# Jayme Henrique Chemello

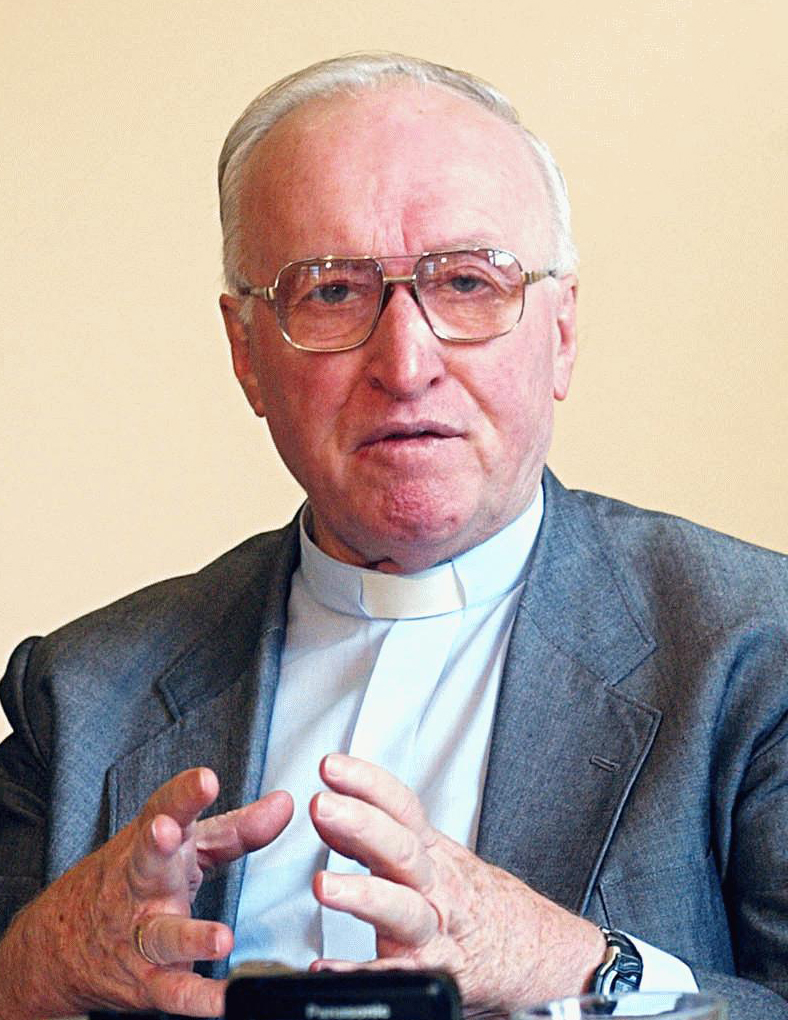
Jayme Henrique Chemello, 2003

Jayme Henrique Chemello (* 28. Juli 1932 in São Marcos, Bundesstaat Rio Grande do Sul) ist ein brasilianischer Geistlicher und emeritierter römisch-katholischer Bischof von Pelotas.

## Leben
Jayme Henrique Chemello empfing am 6. Dezember 1958 die Priesterweihe.
Papst Paul VI. ernannte ihn am 11. Februar 1969 zum Weihbischof in Pelotas und Titularbischof von Bisica. Der Bischof von Pelotas, Antônio Zattera, spendete ihm am 20. April desselben Jahres die Bischofsweihe; Mitkonsekratoren waren Benedito Zorzi, Bischof von Caxias do Sul, und Angelo Félix Mugnol, Bischof von Bagé.
Am 1. September 1977 wurde er zum Bischof von Pelotas ernannt und am 4. November desselben Jahres in das Amt eingeführt. Am 1. Juli 2009 nahm Papst Benedikt XVI. seinen altersbedingten Rücktritt an.